# Nadzabijanie (kryminalistyka)
Nadzabijanie (ang. overkill) – ewentualny komponent zbrodni charakteryzujący się występowaniem licznych przyczyn śmierci, tzn. każdy cios, strzał itp. mógł prowadzić bezpośrednio do zabicia ofiary; zadanie przez zabójcę większej liczby śmiertelnych ciosów w miejscach witalnych ciała i z większą siłą, niż potrzeba było do fizycznego uśmiercenia ofiary; „furiackie” morderstwo, podczas którego morderca zadał dwie lub więcej śmiertelnych ran kłutych, oddał dwa lub więcej śmiertelnych strzałów, a ponowne uderzenia były zadawane nawet wtedy, gdy ofiara była już umierająca i nie była w stanie się bronić.

## Charakterystyka
Overkill jest terminem pochodzącym z języka angielskiego i stosowanym w kryminalistyce. Odnosi się do takiego sposobu zamordowania ofiary, podczas którego morderca zastosował względem ofiary nadmiar przemocy, o wiele więcej, niż potrzeba było, aby pozbawić ją życia, pozostawiając ciężkie rany na jej ciele.
Termin opisuje także stan emocjonalny mordercy, wskazując na przestępcę, który całkowicie stracił panowanie nad sobą albo znajdował się w stanie intensywnego gniewu czy silnego podniecenia.
O użyciu terminu decyduje m.in. liczba, głębokość (wskazująca na siłę, z jaką zadawane były ciosy) oraz rozmieszczenie ran na ciele ofiary. Przykładem overkill jest np. zadanie ofierze licznych śmiertelnych ran kłutych w jednym, witalnym miejscu na jej ciele lub np. połączenie uduszenia ofiary przez podwiązanie z zadaniem jej trzech śmiertelnych ciosów młotem w głowę.
Nie zawsze makabryczny widok zastany na miejscu zbrodni świadczy o tym, że doszło do nadzabijania. W wielu przypadkach morderca szybko uśmierca ofiarę, np. przez przecięcie gardła, zaś ciało zostaje straszliwie okaleczone już po śmierci. Okaleczanie ciała ofiary ma na celu usatysfakcjonowanie psychoseksualnych fantazji i emocji mordercy, a nie jej zabicie. Dlatego overkill jest czasami trudny do odróżnienia od okaleczania post mortem.
Liczne, ale płytkie rany kłute, które nie uszkodziły witalnych narządów, wskazują na underkill, termin przeciwstawny do określenia overkill i używany przez niektórych detektywów.

## Występowanie
Overkill może być konsekwencją długotrwałego, głębokiego konfliktu interpersonalnego pomiędzy zabójcą i ofiarą w przypadku, gdy sprawca i ofiara znali się uprzednio i byli ze sobą związani osobistą relacją. Nie zawsze jednak overkill świadczy o tym, że zabójca i ofiara znali się osobiście. Do overkill może także dojść w przypadku, gdy ofiara była dla mordercy substytutem do dokonania morderstwa na tle seksualnym.
Także eskalowanie walki podczas kradzieży i rozboju może prowadzić do zadania nadmiaru śmiertelnych ciosów.
Liczne rany kłute zadawane bywają również ofiarom przez morderców psychopatycznych lub psychotycznych.
Nie zawsze overkill wskazuje na morderstwo – w praktyce kryminalistycznej znane są przypadki samobójstw, podczas których samobójca zadał sam sobie nożem liczne rany kłute.
Patolodzy często stwierdzają overkill dokonując oględzin zwłok ofiar morderstw dokonanych pomiędzy mężczyznami-homoseksualistami: ofiara jest często naga, liczba i rozmiar zadanych ran większe, nierzadko stwierdzane są ślady tortur na ciele, do śmierci dochodzi w wyniku urazów głowy, zadźgania, uduszenia, tępych uderzeń lub ich kombinacji. Morderstwa wśród mężczyzn-homoseksualistów wykazują większą tendencję do zaklasyfikowania ich jako overkill niż morderstwa wśród osób heteroseksualnych. Do fatalnego w skutkach finału może także dojść, gdy heteroseksualny mężczyzna staje się agresywny podczas nagabywania przez homoseksualnego mężczyznę.
Overkill jest także charakterystyczny dla większości (36 do 90%) zabójstw kobiet dokonanych przez ich intymnego partnera (męża, byłego męża, kochanka, byłego kochanka czy konkubenta), natomiast rzadko występuje, gdy kobieta zabija swojego bliskiego partnera (<12% przypadków).